# Луїс Фернандо Манріке
Луїс Фернандо Манріке (ісп. Luis Fernando Manrique; нар. 26 серпня 1981) — колишній еквадорський тенісист.
Найвищу одиночну позицію світового рейтингу — 1281 місце досяг 7 травня 2007, парну — 447 місце — 8 січня 2007 року.

## Титули ITF Ф'ючерс

### Парний розряд: (1)
| Ранг | Дата     | Турнір                                     | Покриття | Партнер         | Суперники                | Рахунок       |
| ---- | -------- | ------------------------------------------ | -------- | --------------- | ------------------------ | ------------- |
| 1.   | Вер 2000 | Домініканська Республіка F1, Санто-Домінго | Ґрунт    | Жан-Жульєн Роєр | Джастін Лейн Мірко Пегар | 6–4, 4–6, 7–5 |